# Ariadna Sintes

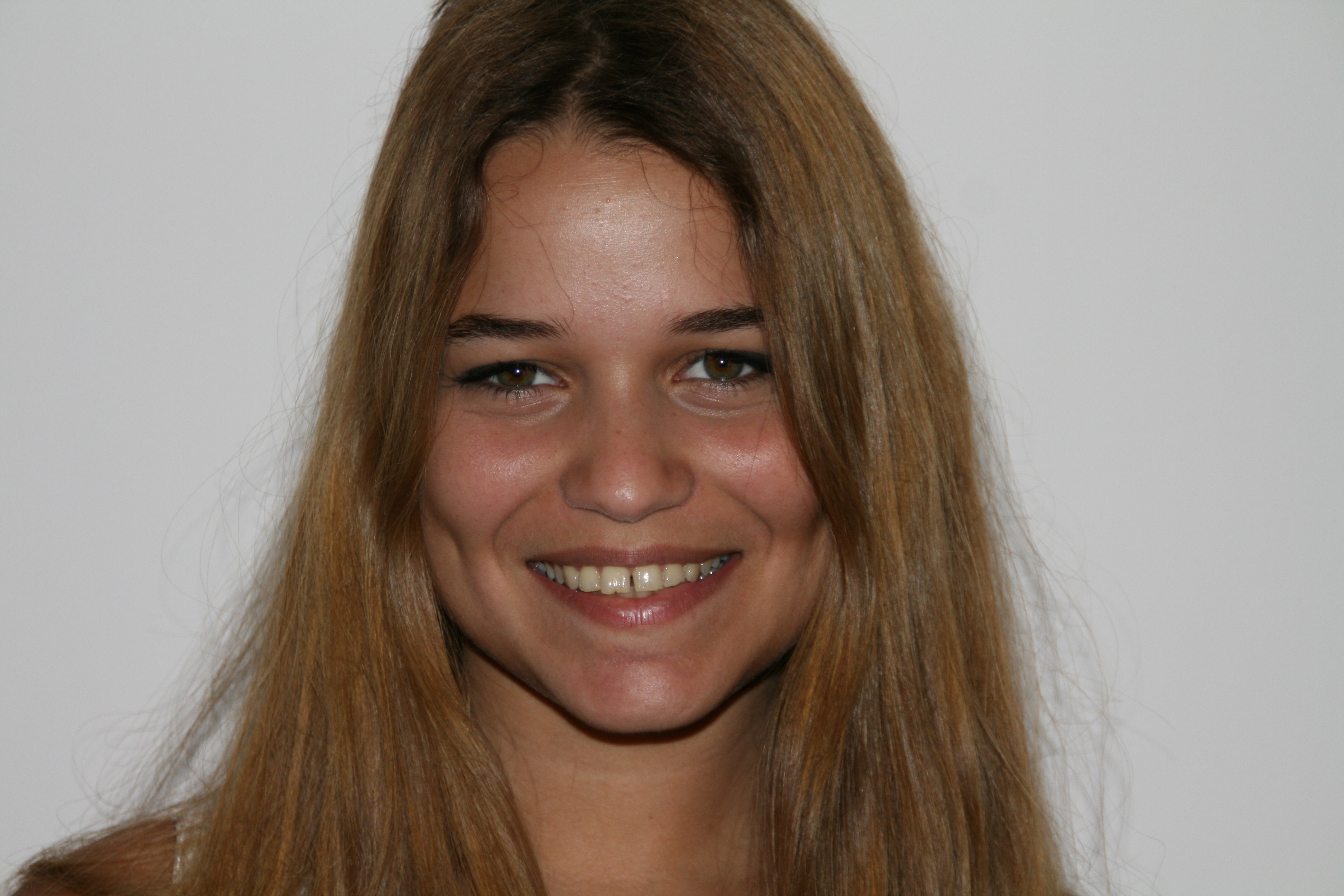
Ariadna Sintes (2009)

Ariadna Sintes Kouri (* 7. Oktober 1986 in Havanna) ist eine kubanisch-spanische Schauspielerin.
2000 ging sie nach San Sebastián. Sie studierte Filmkunst in Andoain und Schauspiel in San Sebastián.

## Fernsehen
- 1990: Desde Ahora
- 2007: Mi querido Klikowsky
- 2008–2009: HKM
- 2011: Maras
- 2012: Bi eta Bat